# حسن إدباسعيد
حسان إدباسعيد ( بالأمازيغية : ⵃⴰⵙⵙⴰⵏ ⵉⴷⴱⴰⵙⵄⵉⴷ) مغني مغربي وفنان موسيقى أمازيغية.

## مسيرته المهنية
ولد حسن إدباسعيد سنة 1967 في مدينة تزنيت جنوب المغرب.
قابل حسن في بداية التسعينات الفنان المعروف عموري مبارك والذي شكل نقطة تحول حاسمة في مسيرته. قام الاثنان بجولات موسيقية عديدة في أوروبا وتعاونوا لتسجيل ألبوم موسيقي.
يرجع نجاح حسن إدباسعيد إلى جمعه بين الموسيقى أمازيغية التقليدية والحديثة . كما أنه دمج العديد من الآلات المعاصرة مثل الطبول والباس والغيتار بالإضافة إلى الآلات التقليدية مثل الكمان والرباب والبانجو ولوثار.

## أعماله الفنية
- الشاهوا 2006 [2]
- ليتشين
- تكريم للرايس سعيد اشتوك
- سيّح أتاونزا
- تكريم للرايس الحاج بلعيد
- كناوة الساموي
- تكريم للرايس أحمد أمنتاك

## مذكرات ومراجع
1. ↑  Aller sans retour pour Tanger (بالفرنسية). Editions Publibook. 2010. ISBN:978-2-7483-5154-5. Archived from the original on 2020-07-07. Retrieved 2020-07-07. {{استشهاد بكتاب}}: الوسيط |الأول= يفتقد |الأخير= (help)
2. ↑  "Bienvenue en Berbérie". RFI Musique (بالفرنسية). 4 Aug 2006. Archived from the original on 2019-05-19. Retrieved 2020-07-07.

## روابط خارجية
- الموقع الرسمي لحسن إدباسيد نسخة محفوظة 3 سبتمبر 2006 على موقع واي باك مشين.
- Imurig.net - بوابة الموسيقى والثقافة الأمازيغية Chleuhs